# Jens Nowotny
Jens Nowotny (Malsch, 1974. január 11. –) német válogatott labdarúgó.

## Sikerei, díjai
Bayer Leverkusen
- Bundesliga
  - 2. hely (4): 1996–97, 1998–99, 1999–00, 2001–02
- DFB-Pokal
  - 2. hely (2): 2001–02
- Bajnokok ligája
  - 2. hely (1): 2001–02

Németország
- Világbajnokság
  - 3. hely (1): 2006